# Нахіта
Нахіта (англ. Nahita, араб. ناحتة) — поселення в Сирії, що складає невеличку друзьку общину в нохії Аль-Хірак, яка входить до складу мінтаки Ізра в південній сирійській мухафазі Дара.